# Floria Bloise
Floria Bloise (Buenos Aires, 27 de febrero de 1929 - ibídem, 2 de agosto de 2012) fue una actriz argentina de numerosas películas y series televisivas.

## Biografía
Floria Bloise se recibió de ingeniera agrónoma. Durante las primeras décadas de su vida trabajó en el ámbito comercial, administrativo, docente y comunicacional.
A los 50 años de edad entró en la Escuela de Arte Dramático que dirigía Carlos Gandolfo.
Desde 1979 estuvo afiliada a la Asociación de Actores.
Floria Bloise se caracterizó por su profesionalismo y ductilidad en los papeles que interpretó para cine, teatro y televisión a lo largo de su extensa carrera desde una monja y una dulce abuela hasta una vecina chismosa.

## Cine
Su carrera se inició en 1959 con el film De los Apeninos a los Andes con Eleonora Rossi Drago, Marco Paoletti y Fausto Tozzi.
Retomó luego de un tiempo alejada de la pantalla grande con Los viernes de la eternidad (1981), con Thelma Biral, Susana Campos y Héctor Alterio y con Abierto día y noche (1981), con Tincho Zabala, Nelly Beltrán y Juan Carlos Calabró.
En 1985 hizo el papel de una abuela de Plaza de Mayo en La historia oficial ―dirigida por Luis Puenzo, y protagonizada por Norma Aleandro y Héctor Alterio―, película ganadora del premio Óscar a la mejor cinta extranjera.
En 1987 actuó en Chorros, de Jorge Coscia, junto a Víctor Laplace, Javier Portales, Norberto Díaz, Marita Ballesteros y Hugo Arana.
En 1989 hizo el papel de «Doña Patricia» en Boda secreta.
En 1990 protagonizó el drama Aunque sea una película chiquita junto a Gerardo Baamonde y María José Gabín.
En 1991 hizo Vivir mata con Juan Leyrado, Cecilia Roth y Soledad Villamil.
En 1993 colaboró en un cortometraje llamado Solo en un cuarto.
En 1996 trabajó en la película comedia-dramática Buenos Aires viceversa como «Doña Amalia» junto a Vera Fogwill, Nicolás Pauls, Fernán Mirás y Mirta Busnelli.
En 1998 estuvo en Vendado y frío.
En 2001 participó en el film romántico Te besaré mañana como «Matilde», con Juan Palomino, Silvina Bosco y Alberto Fernández de Rosa, entre otros.
En 2003 actuó en Clic (como predicadora).
En 2004 estuvo en tres películas más:
El 48, como «Hilda»;
Cautiva (en el papel de la madre superiora), con Bárbara Lombardo, Susana Campos y Hugo Arana; y 
Conversaciones con mamá, como «Lucrecia».
En 2004 estuvo en la comedia La demolición con Marcelo Alfaro y Mimi Ardú.
En 2007 volvió con La Loma... no todo es lo que aparenta, Terapias alternativas, en el papel de «Anita», junto a Manuel Callau y Graciela Stefani y en Aniceto dirigida por Leonardo Favio.
Luego de No mires para abajo (de Eliseo Subiela) y Villa (de Ezio Massa), Floria Bloise filmó su última película, la comedia italiana Scusate il disturbo, junto a Hugo Arana y Norman Briski.

## Televisión
Su aparición en televisión se dio en 1983 con la telenovela Llévame contigo, en compañía de Pablo Alarcón, Cristina Alberó, Alicia Zanca y Lydia Lamaison.
En 1987 actuó en la telenovela romántica Grecia, con Grecia Colmenares y Gustavo Bermúdez; y en 1988 formó parte del elenco de La bonita página.
Participó en varios episodios de la telenovela de 1990 Atreverse, protagonizada por Selva Alemán, Luisina Brando, Cecilia Dopazo, Juan Leyrado y Jorge Marrale. Un año después le correspondió interpretar a «Floria Cardone» en El árbol azul, con Mónica Gonzaga, Antonio Caride y Carlos Muñoz. En 1991 participó de un episodio en Celeste como la «Dra. Lucía».
Uno de sus personajes más recordados es «Caridad», papel que interpretó en la comedia Son de diez, en 1992, protagonizada por Florencia Peña, Federico Olivera, Silvia Montanari,Javier Portales y Claudio García Satur. En ese mismo año también hizo el papel de «Enriqueta» en Inolvidable. A su vez en ese mismo año estuvo en el unitario Patear el tablero.
En 1996 estuvo en Montaña rusa, otra vuelta con Juan Gil Navarro y Denise Dumas; en Como pan caliente con Mirta Busnelli, María Valenzuela y Marita Ballesteros; y en De poeta y de loco con Oscar Martínez y Soledad Villamil.
Volvió en 1997 con el papel de «Ema» en la telenovela De corazón junto a Ana María Picchio, Arturo Bonín y Víctor Laplace. En 1999 actuó en el unitario El hombre y en la telenovela Mamitas con Andrea Bonelli, Cecilia Dopazo y Ana María Picchio.
En el año 2000 interpretó el papel de «Beatriz» en Primicias y a «Jacinta» en Los médicos de hoy. Al año siguiente vino PH, propiedad horizontal, telenovela romántica con Gimena Accardi, Cristina Alberó y Katja Alemann.
En el año 2002 actuó en la telenovela juvenil Rebelde Way.
En 2005 interpretó a una vecina en el capítulo del unitario Mujeres asesinas que llevó por título "Norah, amiga", con Romina Gaetani, Carla Peterson y Federico Olivera.En el 2006 volvió a actuar en un capítulo de la segunda temporada de la serie, "Ramona, justiciera", en el papel de una abuela junto a Celeste Cid y Patricio Contreras.
También en el 2006 participó de algunos capítulos de la telenovela Montecristo, trasmitida por Telefe: interpretaba a una de las Abuelas de Plaza de Mayo, en cuya sede se grabaron varias escenas del reencuentro de Laura( Paola Krum)y Victoria (Viviana Saccone).
Su última aparición en televisión fue en el 2007 en un capítulo del unitario Televisión por la identidad, en el papel de Estela de Carlotto (la líder de las Abuelas de Plaza de Mayo), junto a Mariano Torre, Leonora Balcarce y Carlos Belloso, y en el ciclo Cuentos de Fontanarrosa.

## Teatro
En los años ochenta hizo la obra Saltimbanquis, en el Teatro Alvear. En 1983 hizo Blues de la Calle Balcarce , de Sergio de Cecco, dirigida por Villanueva Cosse.
En agosto de 2004 trabajó en la obra Brutta miseria, en el Club del Bufón, con dirección de Alfredo Zemma. Realizó la producción de Tangos y Centeya, un varieté que presentó en la Confitería Ideal.
Su última labor teatral la desarrolló en la obra Filomena Marturano, que se presentó durante una temporada de verano en Villa Carlos Paz (provincia de Córdoba), con elenco integrado por Hugo Arana, Virginia Lago y Walter Balzarini.

## Premios
En 2009, la Asociación Argentina de Actores le entregó el premio Podestá a la trayectoria honorable.

## Fallecimiento
Floria Bloise falleció el 2 de agosto de 2012 a los 83  años, debido a un cáncer en la clínica La Providencia de Buenos Aires.
Sus restos descansan en el Panteón de Actores del Cementerio de la Chacarita.